# José Higueras

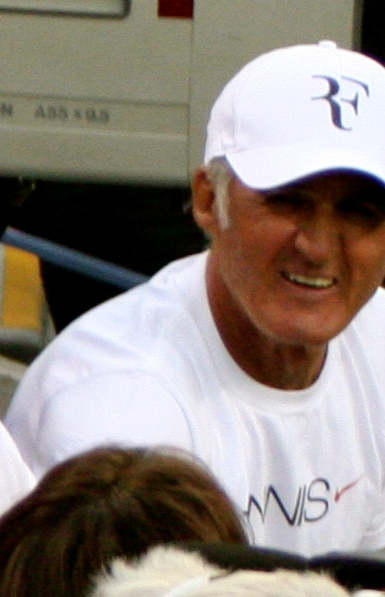
José Higueras.

José Higueras (Diezma, Granada, 1 de marzo de 1953) es un extenista y entrenador español. Jugador diestro, representó a España en la Copa Davis en 39 ocasiones, con 21 victorias, 15 de ellas en individual.
Como tenista fue un especialista en tierra batida, como el resto de españoles de aquellas décadas. Su juego se caracterizaba por su gran paciencia y perseverancia. Su jugada más característica era un intercambio prolongadísimo, corriendo muy pocos riesgos, en los que el oponente exponía más en cada golpe hasta que incurría en el error no forzado. Esa técnica era la opuesta a la de los grandes campeones españoles que le precedieron, especialmente Santana y Orantes, cuyo juego se basaba en su depurada técnica, arriesgando mucho en cada golpe. De este modo Higueras llegó a ser un jugador temible en el circuito, pero nunca gozó de demasiada suerte. Por ejemplo, en su mejor momento se partió el brazo en el Roland Garros. 
Ha seguido su carrera como técnico, destacando entre los grandes. Ha entrenado, entre otros, a Jim Courier, al que logró llevar a número uno mundial en 1992, además de Michael Chang, Pete Sampras, Todd Martin, Carlos Moyà, Sergi Bruguera, Dmitry Tursunov, Guillermo Coria, Robby Ginepri y Shahar Peer.
En abril de 2008, Higueras fue contratado por el número 1 del mundo, el suizo Roger Federer, para afrontar la temporada sobre tierra batida. En Estoril, Federer logró el título jugando en la final contra Nikolay Davydenko, pero en Montecarlo, los resultados no acompañan al suizo. En tierras monegascas, el suizo pierde la final ante Rafael Nadal, mientras que unos días después en Roma, pierde en primera ronda ante Radek Štěpánek. De esta forma, la relación entre el tenista y su entrenador queda en suspenso hasta la disputa del Roland Garros. Pero la vuelta de Higueras en el torneo parisino tampoco surte efecto, y Federer vuelve a perder la final de Roland Garros ante Nadal, dando así por terminada de manera definitiva su relación contractual.
Actualmente reside en Palm Springs (California), donde dirige Higueras Tennis.

## Títulos
| No. | Fecha | Torneo                      | Superficie | Rival en la final     | Marcador                |
| 1.  | 1976  | Santiago, Chile             | Tierra     | Carlos Kirmayr        | 5–7, 6–4, 6–4           |
| 2.  | 1977  | Murcia, España              | Tierra     | Buster Mottram        | 6–4, 6–0, 6–3           |
| 3.  | 1978  | El Cairo, Egipto            | Tierra     | Kjell Johansson       | 4–6, 6–4, 6–4           |
| 4.  | 1978  | Nice, Francia               | Tierra     | Yannick Noah          | 6–3, 6–4, 6–4           |
| 5.  | 1978  | Bournemouth, Inglaterra     | Tierra     | Paolo Bertolucci      | 6–2, 6–1, 6–3           |
| 6.  | 1978  | Madrid, España              | Tierra     | Tomáš Šmíd            | 6–7, 6–3, 6–3, 6–4      |
| 7.  | 1979  | Houston, U.S.               | Tierra     | Gene Mayer            | 6–3, 2–6, 7–6           |
| 8.  | 1979  | Hamburgo, Alemania          | Tierra     | Harold Solomon        | 3–6, 6–1, 6–4, 6–1      |
| 9.  | 1979  | Boston, U.S.                | Tierra     | Hans Gildemeister     | 6–3, 6–1                |
| 10. | 1982  | Hamburg, Alemania           | Tierra     | Peter McNamara        | 4–6, 6–7, 7–6, 6–3, 7–6 |
| 11. | 1982  | Indianapolis, U.S.          | Tierra     | Jimmy Arias           | 7–5, 5–7, 6–3           |
| 12. | 1983  | La Quinta, U.S.             | Dura       | Eliot Teltscher       | 6–4, 6–2                |
| 13. | 1983  | Bournemouth, Inglaterra     | Tierra     | Tomáš Šmíd            | 2–6, 7–6, 7–5           |
| 14. | 1983  | Stuttgart Outdoor, Alemania | Tierra     | Heinz Günthardt       | 6–1, 6–1, 7–6           |
| 15. | 1984  | Kitzbühel, Austria          | Tierra     | Víctor Pecci          | 7–5, 3–6, 6–1           |
| 16. | 1984  | Bordeaux, Francia           | Tierra     | Francesco Cancellotti | 7–5, 6–1                |

### Finalista (12)
| No. | Fecha | Torneo              | Superficie | Rival en la final | Tanteo             |
| 1.  | 1975  | Båstad, Sweden      | Tierra     | Manuel Orantes    | 6–0, 6–3           |
| 2.  | 1976  | São Paulo, Brasil   | Moqueta    | Guillermo Vilas   | 6–3, 6–0           |
| 3.  | 1977  | Bogotá, Colombia    | Tierra     | Guillermo Vilas   | 6–1, 6–2, 6–3      |
| 4.  | 1978  | Indianapolis, U.S.  | Tierra     | Jimmy Connors     | 6–0, 6–3           |
| 5.  | 1979  | North Conway, U.S.  | Tierra     | Harold Solomon    | 5–7, 6–4, 7–6      |
| 6.  | 1979  | Quito, Ecuador      | Tierra     | Víctor Pecci      | 2–6, 6–4, 6–2      |
| 7.  | 1979  | Santiago, Chile     | Tierra     | Hans Gildemeister | 7–5, 5–7, 6–4      |
| 8.  | 1981  | Viña del Mar, Chile | Tierra     | Víctor Pecci      | 6–4, 6–0           |
| 9.  | 1982  | Linz, Austria       | Tierra     | Anders Järryd     | 6–4, 4–6, 6–4      |
| 10. | 1982  | North Conway, U.S.  | Tierra     | Ivan Lendl        | 6–3, 6–2           |
| 11. | 1983  | Hamburg, Alemania   | Tierra     | Yannick Noah      | 3–6, 7–5, 6–2, 6–0 |
| 12. | 1983  | Roma, Italia        | Tierra     | Jimmy Arias       | 6–2, 6–7, 6–1, 6–4 |